# 桂太郎
桂 太郎（かつら たろう、旧字体：桂 太郞、1848年1月4日〈弘化4年11月28日〉- 1913年〈大正2年〉10月10日）は、日本の陸軍軍人、政治家。内閣総理大臣（第11代、13代、15代：第1次桂内閣、第2次桂内閣、第3次桂内閣）、台湾総督（第2代）、陸軍大臣（第5代）、内務大臣（第18代）、文部大臣（第23代）、大蔵大臣（第13代）、貴族院議員、内大臣、外務大臣（第17代）などを歴任。日露戦争時の内閣総理大臣で、西園寺公望と交互に総理職を務めた期間は「桂園時代」と呼ばれた。軍人としての階級は陸軍大将で、栄典は、従一位大勲位功三級公爵。「元老の一人であった」という説もある。元老の井上馨とは義理の親子の関係であり、児玉源太郎、川上操六とともに「明治陸軍の三羽烏」と称された。
「ニコポン宰相」の異名を持つ。通算首相在職日数は、2,886日（2023年4月現在、安倍晋三に次ぐ歴代2位）。第3次内閣は第一次護憲運動を受けて退陣し、同年に病没した。

## 概説
長州藩士。幼名は寿熊（ながくま）、左中（さちゅう）。号は海城（かいじょう）。諱は清澄（きよずみ）毛利氏の一門で毛利家重臣であった桂家の出身。大江広元や戦国武将桂元澄などの子孫にあたる。
戊辰戦争に参加し、明治維新後、横浜語学学校で修学し帝政ドイツへ留学。帰国後は山縣有朋の下で軍制を修学した後に陸軍次官、第3師団長、台湾総督を歴任した後、第3次伊藤内閣、第1次大隈内閣、第2次山縣内閣、第4次伊藤内閣で陸軍大臣を務めた。
明治34年（1901年）6月2日、内閣総理大臣に就任、第1次桂内閣発足。日英同盟を締結し、日露戦争で日本を輝かしい勝利に導いた。西園寺公望と交代で首相を務め、「桂園時代」（けいえんじだい）と呼ばれた。大正2年（1913年）2月20日に辞任する（第3次桂内閣総辞職）までの内閣総理大臣通算在職日数は「2,886日」で、その後の百年以上にわたり日本の憲政史上最長となった。戦前戦後を通じて永らく歴代一位となる総理大臣在職日数であったが、令和元年（2019年）11月20日に第90・96・97・98代内閣総理大臣安倍晋三が「2,887日」となり在職記録を更新された。
明治33年（1900年）9月15日には、拓殖大学の前身である台湾協会学校を創立している。また、現在の獨協中学校・高等学校の前身である獨逸学協会学校の2代校長を明治20年（1887年）4月から同23年（1890年）7月まで務めた。第2次桂内閣時には韓国併合も行った（朝鮮の歴史：大韓帝国→日本統治時代の朝鮮）。

## 生涯

### 誕生から戊辰戦争まで

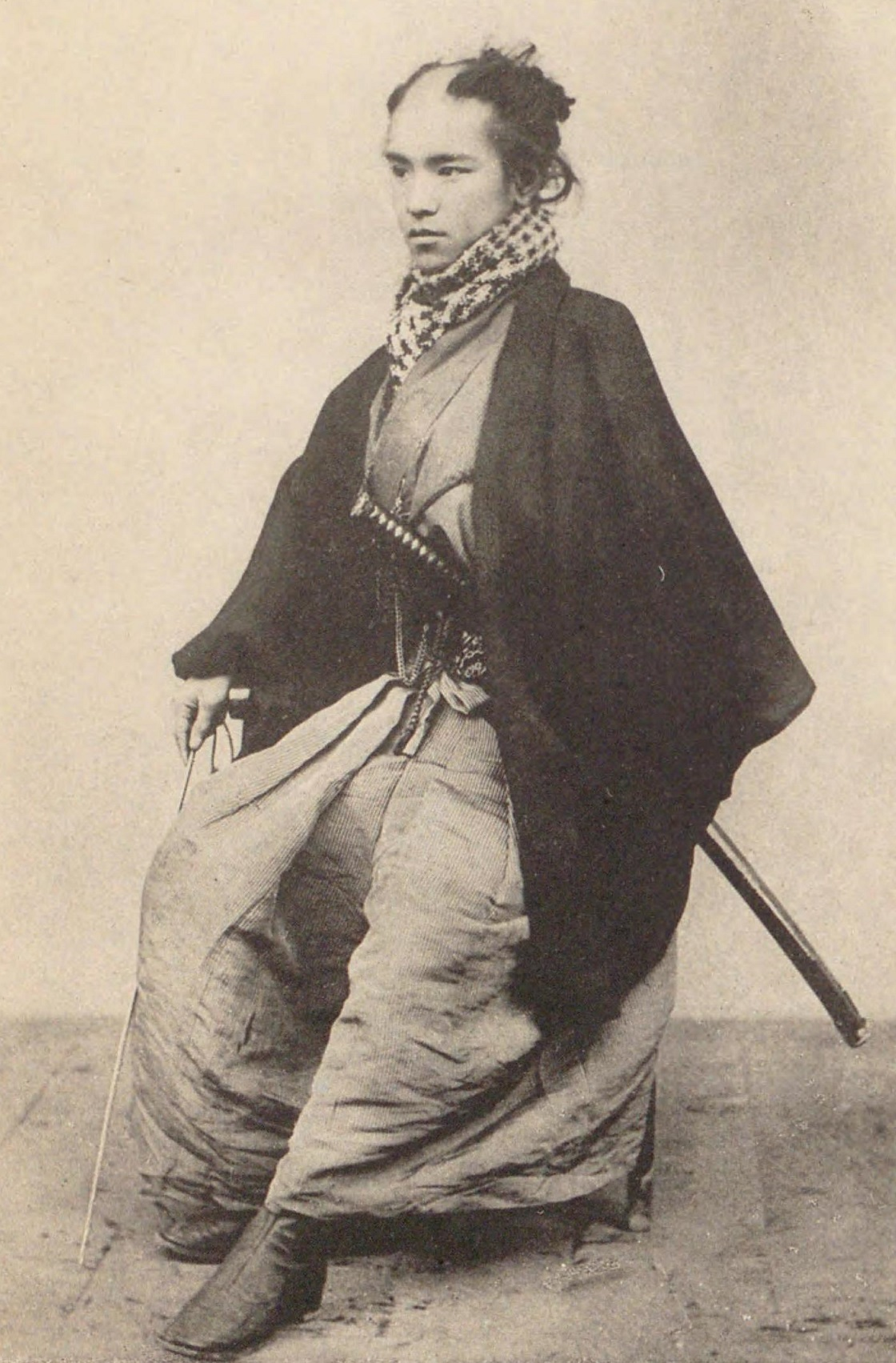
戊辰戦争時の桂

長門国阿武郡萩町、萩城下平安古（ひやこ、現・山口県萩市平安古）にて、長州藩士・桂与一右衛門（代官、125石。）の二男として生まれる。
幼少時に阿武郡川島村（現・萩市川島）に移り、万延元年（1860年）には藩の西洋式操練に参加して鼓隊に編入される。当初は選鋒隊に編入されたが、元治元年（1864年）、禁門の変などにより藩が存亡の窮地に立たされる中、7月に世子毛利元徳の小姓役となる。第2次長州征伐では志願して石州方面で戦う。
戊辰戦争では奥羽鎮撫副総督澤為量の参謀添役や第二大隊司令として奥羽各地を転戦し、敵情視察や偵察任務、連絡役など後方支援に従事した。秋田戦争では、まず庄内戊辰戦争春の陣で負け、奥羽列藩同盟の成立を許し、その後弘前藩に入藩することを拒否され、東北諸藩を説得できないふがいなさに能代では自殺も考えたものの、なんとか久保田藩を新政府側に寝返らせることに成功する。その後、7月11日金山の戦いで仙台藩軍に壊滅的な打撃を与え、新庄藩を寝返らせることに成功するものの、14日には人数では勝っているはずの新庄の戦いで酒井吉之丞率いる庄内藩軍に負け、庄内藩や仙台藩相手に、新政府軍の増援が到着するまで延々久保田藩内で撤退戦を行わざるを得なくなった。戦後は軍功が評されて賞典禄250石を受けている。彼の部下は約200名だったが戦死者が41名、負傷者が53名もいた。非常に高い死傷率といえるが、隊長の桂はかすり傷1つ負わなかったという。

### 明治維新後
明治3年（1870年）8月、桂は帝政ドイツに留学した。但し、賞典禄を元手にした私費留学であったことから現地での生活はかなり苦しく、ヨーロッパ使節団のためドイツへ来訪した木戸孝允を訪ね、官費留学への待遇切り替えを依頼している。木戸は桂の叔父・中谷正亮とは親しくしていたため、中谷の甥である桂にも目をかけていた。だが、木戸は帰国した明治6年（1873年）7月、政争の合い間に桂のために切り替え手続きを行ったものの、桂は10月半ばに留学を打ち切って帰国した。
明治19年（1886年）、伊藤博文内閣は、陸軍の軍制改革に当たって、経費節減を命じた。陸軍省は現役兵の帰休（予備役化）による縮小と、代人料（一時期導入されていた、金納による徴兵免除）制度の復活で、経費節減を実現しようとした。桂はこれに反対する目的で、川上操六、川崎祐名と連名で、大山巌陸軍大臣宛に「軍政上改革に就き建議書」を提出した（公爵桂太郎伝. 乾巻 - 『公爵桂太郎伝　乾巻』　pp.411-416）。桂らの主張は、以下の内容だった。
- 現役兵の帰休で節減できるのは「僅少の金額」であり、経費節減には抜本的な軍制改革が必要である。
- 軍隊の目的は二つある。第一は、「單に敵國の襲来を防禦」し、局外中立を守るための目的で、欧洲の二等国の目的はこれである。
- 第二は、「大いに武威を輝かし」、他国の干渉を受けずに「他働の兵を養ふ」目的で、欧洲の（多数の植民地を支配している）一等国の目的はこれである。
- 本邦の軍制の目的は、「決して此第一に止まらず」第二の目的がある。欧洲の諸強國は、徴兵の任期は3-5年で、十分な教育を行って非常時に備えている。徴兵の途中で兵を帰休させてしまえば、十分な教育を施せず、帝國は二等国に甘んじるしかない。
- 代人料を復活させれば、「資産品行あるもの」はみな徴兵免除を選ぶから、兵士の質が低下する。
- 兵士の帰休と代人料復活が「大いに不可」なのは、一等国の軍制を二等国に後退させるばかりか、「未開の地位に退却」させてしまうからである。
- 他省庁の手前、どうしても経費節減を免れないのなら、東京湾海防予算削減などを行うべきである。

大山は桂らの建議書に賛同したが、行政整理のためにさらなる調査を命じたという。

### 首相就任

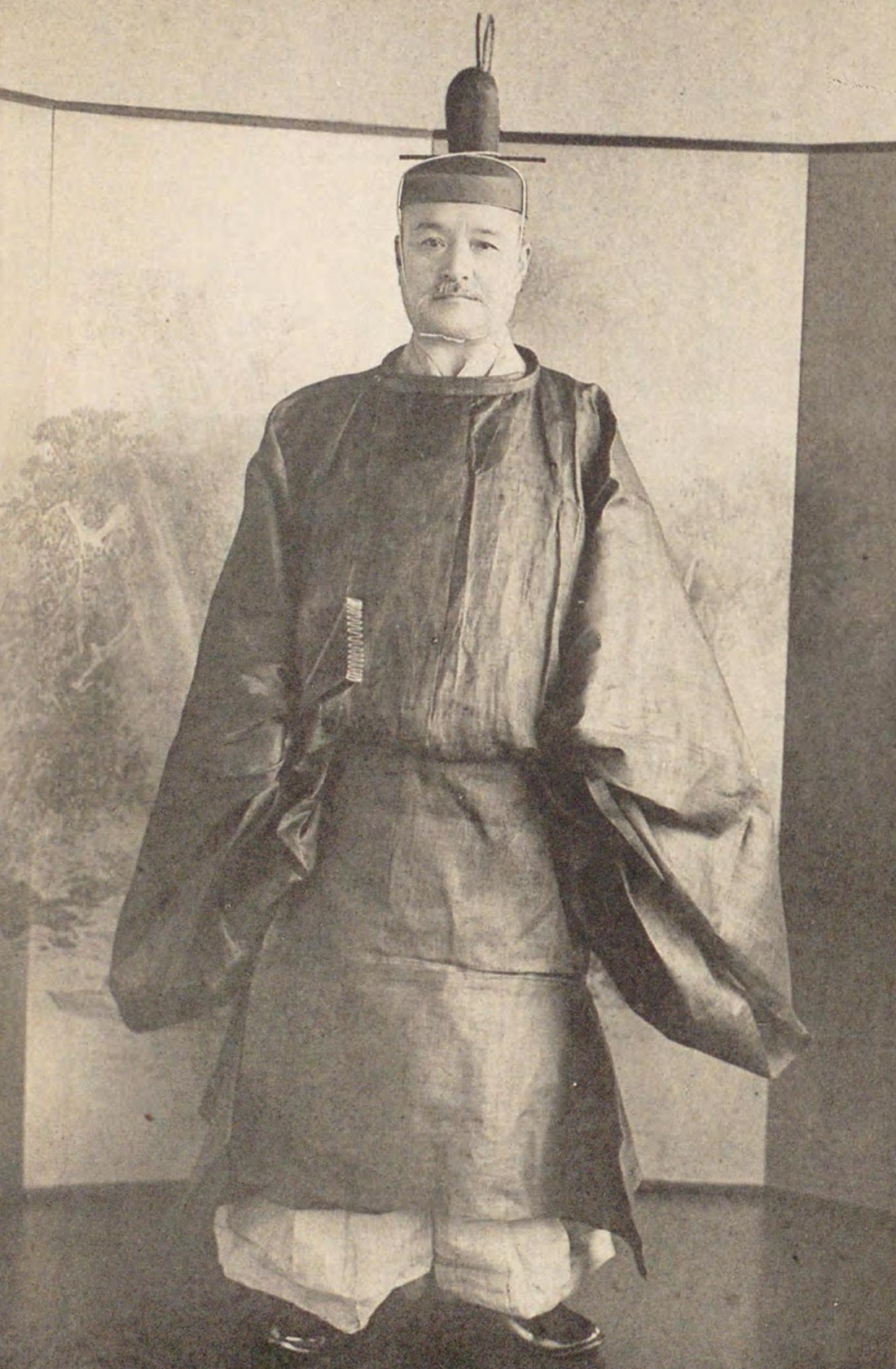
束帯を着用した桂

#### 日清戦争後
日清戦争には名古屋の大日本帝国陸軍第3師団長として出征した。その後、台湾総督を経て、第3次伊藤内閣で陸軍大臣になり、続く第1次大隈内閣に次ぎ、第2次山縣内閣でも陸相とともに山縣の参謀格を務め、明治33年（1900年）に発生した義和団の乱では中国に軍を出動させた。8月に動乱は終結したが、複雑な国際関係の中での出兵と国内の政争に心労を感じた桂は中央から距離を取るために転地療養に入った。10月に第4次伊藤内閣が成立すると桂は離職の意思を示したが、明治天皇に一旦は慰留された。しかし、立憲政友会与党の内閣に違和感を感じた桂は政務に関与せず、再び辞意を示して12月に児玉源太郎と交代した。
明治34年（1901年）5月に伊藤は辞任、井上馨が組閣を試みたが、桂に陸相再任を拒否されると、井上は首相を辞退した。

#### 初の組閣
明治天皇は桂に組閣を命じ、明治34年（1901年）6月、第1次桂内閣が発足した。世人は「小山縣内閣」「第二流内閣」と揶揄したが、桂は批判に対して勅命が降下したのだから仕方が無い、というスタンスをとり続けた。
桂は首相就任と同時に予備役となるはずであったが、天皇の意向により現役であり続けた。桂は9月に小村寿太郎を外相に起用した。
1901年（明治34年）には、後に日本商工会議所の前身となる商業会議所の設置法を成立させ、各地における50名以下の選出議員からなる商業会議所の設立を推進した。この商業会議所制度は、後継の商工会議所法により廃止される1927年まで続いた。

#### 日露戦争
1904年に日露戦争が起きた。桂は、明治天皇から参謀総長であった山縣の頭越しに戦争指導について諮詢を受けるなど、戦争運営を通じて強い信頼を得、自信を深めていった。しかし国民の人気は得られず、ポーツマス講和条約の内容に関する鬱積に端を発する日比谷焼打事件も、この第1次桂内閣の末に起こっている。

### 桂園時代

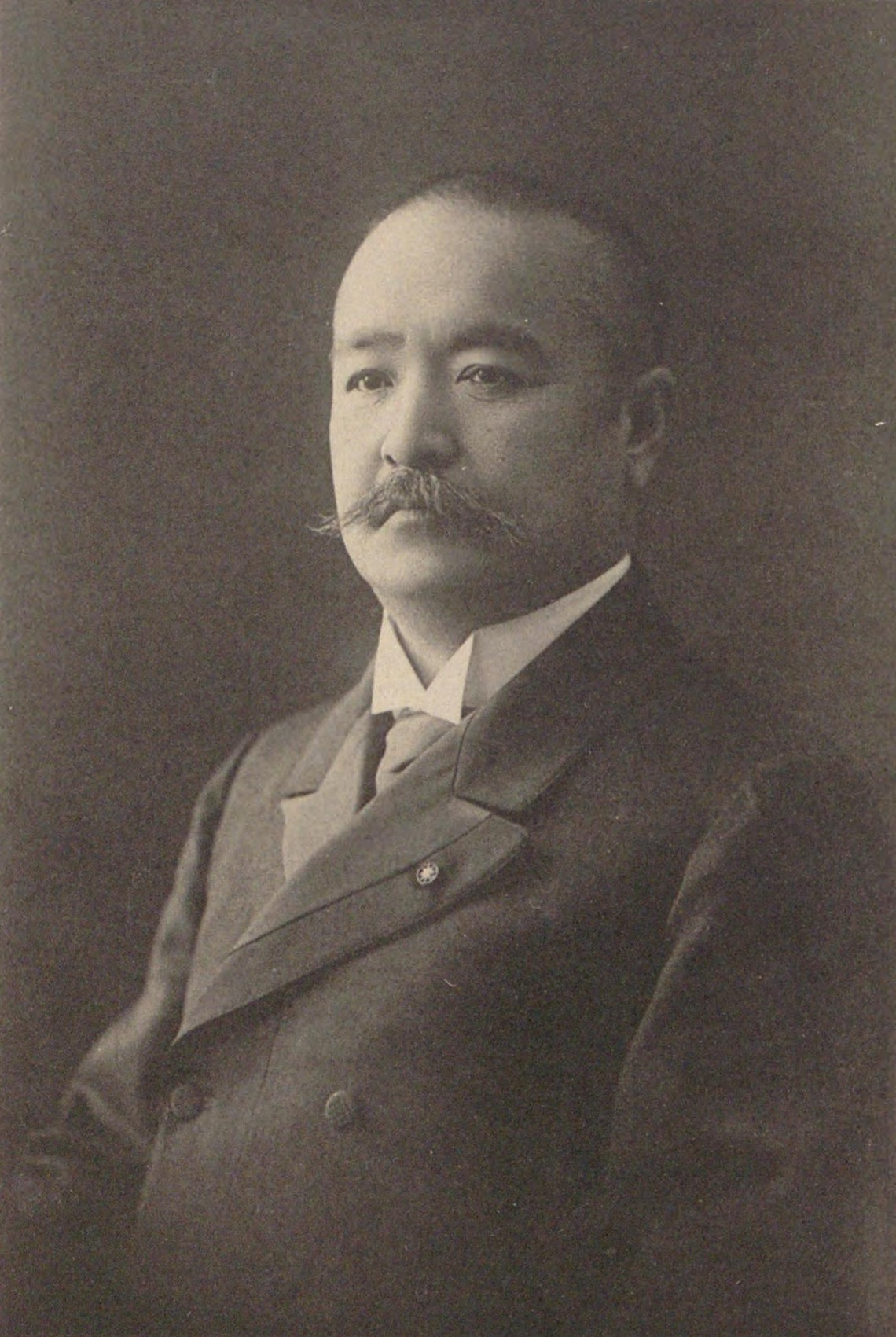
フロックコートを着用した桂

その後、桂は西園寺公望と交互に組閣して政権を担い、桂園時代（けいえんじだい）と呼ばれ、明治41年（1908年）7月から同44年（1911年）8月に第2次内閣、大正元年（1912年）12月から同2年（1913年）2月に第3次内閣を組閣し自身の最後の任期で政権を担う。
この桂園時代は立憲政友会の原敬との攻防と「情意投合」、盟友である西園寺との信頼関係のもと、凋落する元老世代からの自立を図った時代でもある。第2次内閣の時代には、韓国併合（朝鮮の歴史：大韓帝国→日本統治時代の朝鮮）や大逆事件による社会主義者への弾圧、関税自主権の回復による条約改正の達成などの業績を残した。
だが、それは山縣との間に微妙な亀裂を生み始める。2度の内閣での実績を盾に山縣からの自立を図り、さらに反政友会勢力を結集させた「桂新党」までも視野に入れた桂だったが、山縣はそれを許さなかった。山縣は、明治天皇の崩御（死去）により急きょ海外視察から帰国した桂に「新帝輔翼」の重要性を説き、内大臣兼侍従長として宮中に押し込め、さらに桂を元帥に就任させようとすることで桂の政治的引退を図った。だが、二個師団増設問題を桂は巧みに利用し、第2次西園寺内閣の倒閣後、山縣自らが桂を擁立せざるを得ない状況へと誘導する。大正元年、元帥府に列する旨の内示を受けたが辞退している。

### 大正政変からその死去
だが、第3次桂内閣の時に第一次護憲運動が起こり、これに対して桂は「桂新党」構想実現のための新政党（後の立憲同志会）を立ち上げて対抗しようとしたが、達成できないまま大正2年（1913年）2月20日、わずか62日で自身の政権退陣を余儀なくされた。
その後は病状が悪化し、6月には葉山、鎌倉に転地し、8月には一時容態が小康となり9月に三田の本邸に戻る。10月には脳血栓を起こし、10月10日の午後4時に死去、享年67。遺体は遺言により死後解剖され、「死因は、腹部に広がっていた癌と頭部動脈血栓である」と診断された。
葬儀は10月19日に増上寺で行われ、葬儀の会葬者は数千人にのぼり、8ヶ月前に桂政権を打倒したはずの民衆までも大挙して押し寄せた。

### 墓所

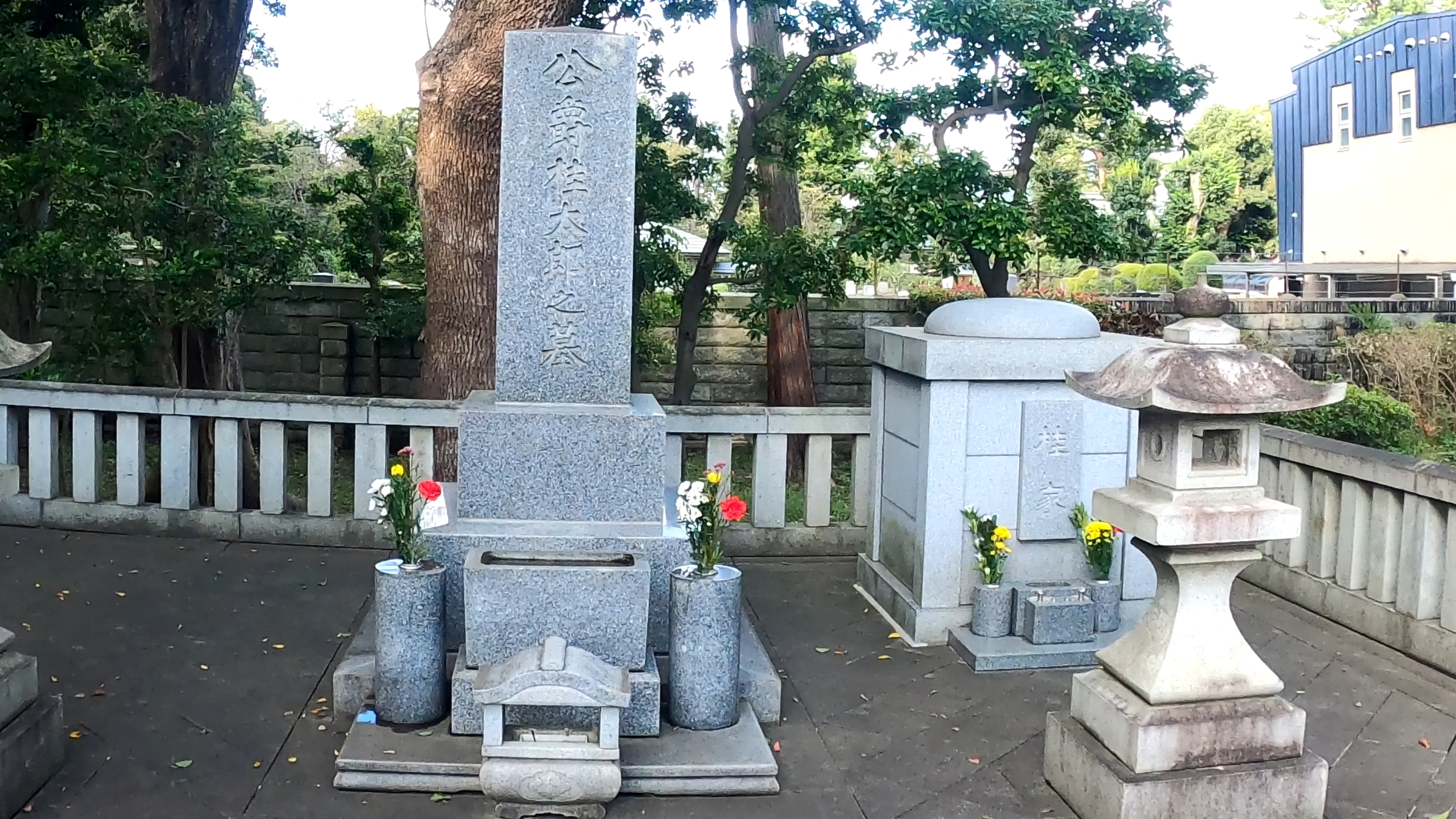
墓所。右奥は松陰神社。

墓所は生前の桂の遺言により、吉田松陰を祀る松陰神社（東京都世田谷区）に隣接して建立されている。

## 人物
背が低い（低身長な）わりに頭が大きく、腹がふくれた姿が七福神の大黒天に似ていたので、「大黒様」「巨頭公」とも呼ばれたとされる。
山口県萩市には「桂太郎旧宅」が現存しており、長野県軽井沢町には「桂太郎旧別邸」が現存している。

## 栄典
位階
- 1885年（明治18年）7月25日 - 正五位[14]
- 1886年（明治19年）10月28日 - 従四位[15]
- 1890年（明治23年）6月11日 - 従三位[16]
- 1896年（明治29年）10月14日 - 正三位[17]
- 1909年（明治42年）5月21日 - 正二位[18]
- 1913年（大正2年）10月10日 - 従一位[19]

爵位など
- 1895年（明治28年）8月20日 - 子爵[20]
- 1902年（明治35年）2月27日 - 伯爵[21]
- 1907年（明治40年）9月21日 - 侯爵[22]
- 1911年（明治44年）
  - 4月21日 - 公爵（韓国併合の功）[23]
  - 8月30日 - 元勲優遇[24]
- 1912年（大正元年）8月13日 - 元勲[25]
- 1913年（大正2年）2月24日 - 元勲優遇[26]

勲章など
| 受章年                     | 略綬 | 勲章名                   | 備考 |
| -------------------------- | ---- | ------------------------ | ---- |
| 1880年（明治13年）5月26日  |      | 勲四等旭日小綬章         |      |
| 1885年（明治18年）11月19日 |      | 勲三等旭日中綬章         |      |
| 1889年（明治22年）11月25日 |      | 大日本帝国憲法発布記念章 |      |
| 1891年（明治24年）5月11日  |      | 勲二等瑞宝章             |      |
| 1895年（明治28年）8月20日  |      | 功三級金鵄勲章           |      |
| 1895年（明治28年）8月20日  |      | 勲一等瑞宝章             |      |
| 1895年（明治28年）11月18日 |      | 明治二十七八年従軍記章   |      |
| 1901年（明治34年）12月27日 |      | 旭日大綬章               |      |
| 1902年（明治35年）5月10日  |      | 明治三十三年従軍記章     |      |
| 1906年（明治39年）4月1日   |      | 大勲位菊花大綬章         |      |
| 1909年（明治42年）4月18日  |      | 皇太子渡韓記念章         |      |
| 1912年（大正元年）8月1日   |      | 韓国併合記念章           |      |
| 1913年（大正2年）10月10日  |      | 菊花章頸飾               |      |

外国勲章佩用允許
| 受章年                     | 国籍                     | 略綬 | 勲章名                                                                  | 備考 |
| -------------------------- | ------------------------ | ---- | ----------------------------------------------------------------------- | ---- |
| 1899年（明治32年）5月1日   | ロシア帝国               |      | 白鷲大綬章                                                              |      |
| 1899年（明治32年）12月18日 | 大清帝国                 |      | 頭等第三双竜宝星                                                        |      |
| 1900年（明治33年）2月3日   | プロイセン王国           |      | 赤鷲第一等勲章                                                          |      |
| 1901年（明治34年）4月16日  | フランス共和国           |      | レジオンドヌール勲章グラントフィシエ（大将校章、第二等）                |      |
| 1905年（明治38年）8月21日  | イギリス帝国             |      | バス勲章グランドクロース                                                |      |
| 1906年（明治39年）6月5日   | ローマ教皇庁             |      | ピウス9世勲章カヴァリエレ ディ グランクローチェ（大十字騎士章、第二等） |      |
| 1906年（明治39年）10月4日  | プロイセン王国           |      | 赤鷲大綬章                                                              |      |
| 1907年（明治40年）12月5日  | 大韓帝国                 |      | 金尺大綬章                                                              |      |
| 1907年（明治40年）12月21日 | 大清帝国                 |      | 頭等第二双竜宝星                                                        |      |
| 1910年（明治43年）7月1日   | ブラウンシュヴァイク公国 |      | レーヴェンハインリッヒ第一等勲章                                        |      |
| 1911年（明治44年）11月11日 | ロシア帝国               |      | 金剛石装飾聖アレクサンドル・ネフスキー勲章                              |      |
| 1912年（大正元年）10月30日 | プロイセン王国           |      | 王冠有功大綬章                                                          |      |

## 家族・親族

### 桂家
本姓は大江氏。『日本の名家・名門 人物系譜総覧』246頁によれば、
「桂家は、三度首相に就いた桂太郎を出した家。同家は毛利元就と同族で、相模国津久井から出た氏で、元就の重臣としては桂元澄がいる。陶晴賢を厳島に誘い出して討つことに成功したのは、この元澄の働きによる。」という。

### 子女
3回結婚、5男5女、計10人の子女を儲けた（うち1人は愛人との間に儲けた庶子）。
- 最初の妻歌子（?–1886） - 旧姓は野田。1874年結婚、1886年没。桂との間に1男2女。
  - 蝶子（1880–?） - 国光侃と結婚。後に遠藤美之の養女となり、長雄勝馬と結婚。
  - 与一（1882–1913） - 1906年に新田忠純の娘貞子と結婚、2男1女を儲けたが、父に先立ち死去[53]
    - 広太郎（1908–2002） - 与一の長男。祖父の死後爵位を継承。

  - 繁子（1883–?） - 尾寺藤三と結婚、後に長崎英造と結婚。
- 2番目の妻貞子（?–1890） - 旧姓・宍道、歌子の兄の未亡人。1886年結婚、1890年没。桂との間に1男1女。
  - 三郎（1887–1959） - 井上馨の養嗣子井上勝之助の養子となり井上家を継ぐ。妻の千代子（井上馨の庶子）との間に生まれた井上光貞は歴史学者。
  - 潔子（1888–?） - 長島隆二と結婚
- 愛妾中村ウラ子との間に1女を儲けた。
  - 輝子（1891–?） - 天岡直嘉と結婚
- 3番目の妻可那子（1875–1940）[54] - 別称はかな子、加那子。元々村上浜次郎の娘で名古屋の上前津の料亭「旗亭香雪軒」の経営者・木村常次郎の養女となり[55]、桂が第三師団長になった際、再三この店を訪れ、27歳年下の可那子を見染めた。1891年より事実婚、1898年に井上馨の養女として桂と結婚。2人の間に3男1女。[54]
  - 四郎（1893–?） - 早世
  - 五郎（1895–?）
  - 寿満子（1897–1930） - 別称は須磨子。首相伊藤博文の庶子文吉と結婚
  - 新七（1899–?）
- 愛妾として知られる芸者・お鯉（安藤照）とは日露戦争中に山縣の紹介で知り合った。病弱だった本妻可那子に代わり桂の世話をし、総理官邸に「お鯉の間」が設けられたり、日比谷焼打事件では妾宅が襲撃の対象になったりした。桂は関西をお鯉と訪れる際には岩下清周らが建設した「松風閣」とよばれる財界人の清遊の場にたびたび宿泊している。「松風閣」は現在も大阪府箕面市の箕面観光ホテル内に「桂別邸」として存在する。大広間には桂が揮毫した「松風閣」の額が掲げられている[56]。

## 関連作品
映画
- 日露戦争勝利の秘史 敵中横断三百里（1957年、演：荒木忍）
- 明治天皇と日露大戦争（1957年、演：岬洋一）
- 二百三高地（1980年、演：久遠利三）

テレビドラマ
- 花散らすまじ ある外交官の物語（1969年、東京12チャンネル、演：龍崎一郎）
- 海は甦える（1977年、TBS、演：内藤武敏）
- 風が燃えた（1978年、TBS、演：横内正）
- ポーツマスの旗（1981年、NHK、演：渥美国泰）
- 春の波涛（1985年、NHK大河ドラマ、演：入江正徳）
- 大風呂敷 後藤新平（1989年、テレビ東京、演：須賀不二男）
- 坂の上の雲（2009年、NHK、演：綾田俊樹）
- 経世済民の男 高橋是清2015年、NHK、演：風間トオル）